# Donald Norman
Donald Norman (ur. 25 grudnia 1935) – amerykański psycholog poznawczy i badacz, specjalista w dziedzinie interakcji człowiek-komputer.

## Biografia
W 1959 ukończył studia na kierunku inżynierii elektrycznej, zmienił jednak zainteresowania na psychologię, uzyskując doktorat w 1962. Pełnił funkcję profesora na Harvardzie, Uniwersytecie Kalifornijskim, Northwestern University, a także w KAIST (w Korea Advanced Institute of Science and Technology). Po 1993 przeszedł do biznesu, pracował m.in. w Apple jako „architekt user experience” oraz Hewlett Packard jako jeden z dyrektorów. W 1998 wspólnie z Jakobem Nielsenem założył firmę konsultingową Nielsen Norman Group. Od 2014 jest szefem Design Lab na University of California, San Diego.
W pracy akademickiej skupiał się na psychologii poznawczej, będąc współautorem popularnego podręcznika Human Information Processing: An introduction to psychology. Według Marka Zachry’ego, Norman jako najbardziej znany głos projektowania zorientowanego na użytkownika w Stanach Zjednoczonych wpłynął na sposób myślenia i badań w wielu polach, m.in. projektowaniu produktów, użyteczności oraz komunikacji technicznej.

Norman używa przykładu drzwi, aby pokazać znaczenie afordancji w przedmiotach codziennego użytku.

Jest autorem kilkunastu książek naukowych i popularnonaukowych. Najbardziej znany z pozycji The Design of Everyday Things, wydanej pierwotnie w 1988 jako The Psychology of Everyday Things, która według Google Scholar w lutym 2017 miała ponad 16 tysięcy cytowań. Wyjaśniał w niej, co wpływa na fakt, że niektóre przedmioty codziennego użytku zadowalają użytkowników – a inne frustrują. W książce użył określenia afordancja w odniesieniu do designu, definiując ją jako dostrzegalne możliwości działania. Używając jako przykładu drzwi pokazał, w jaki sposób klamki stanowią afordancję dla świadomości otwierania drzwi w określonym kierunku. W środowisku projektantów interakcji przyjęło się nawet określenie Norman Doors (Drzwi Normana), w odniesieniu do tych drzwi, których elementy przekazują niewłaściwą informację na temat kierunku otwierania. Zwracał też uwagę na znaczenie ograniczeń (ang. constraints) w interfejsie użytkownika.
W pozycji Emotional Design z 2005 podkreślał znaczenie emocjonalnego nastawienia użytkownika, które wzmacnia motywację i zainteresowanie interfejsem, jednocześnie zwiększa tolerancję na ew. błędy.

## Nagrody i wyróżnienia
Ma doktoraty honoris causa Uniwersytetu Technicznego w Delfcie, Uniwersytetu w Padwie oraz Uniwersytetu w San Marino.
W 2006 roku został nagrodzony medalem Benjamina Franklina przez Franklin Institute w dziedzinie nauk komputerowych i kognitywnych. W 2010 roku Norman został uznany przez magazyn Business Week jednym z 27 najbardziej wpływowych projektantów świata.

## Publikacje
Jest członkiem rad doradczych sektora edukacji, sektora prywatnego i publicznego, w tym rady redakcyjnej „Encyclopædia Britannica”. Norman opublikował kilka ważnych książek podczas swojego pobytu na UCSD. Poniżej znajduje się lista wybranych publikacji.

### Publikacje z psychologii
- Donald A. Norman: Learning and Memory. W H Freeman & Co., 1983. ISBN 0-7167-1300-4. (ang.). Brak numerów stron w książce
- Peter H. Lindsay, Donald A. Norman: Human information processing: an introduction to psychology. Academic Press, 1972. (ang.). Brak numerów stron w książce pol. wydanie jako Procesy przetwarzania informacji u człowieka: wprowadzenie do psychologii (1984)[9].
- Gregg C. Oden, Lola L. Lopes. Human Information Processing: An Introduction to Psychology by Peter H. Lindsay, Donald A. Norman. „The American Journal of Psychology”. 110 (4), s. 635–641, 1997. DOI: 10.2307/1423414. (ang.).
- Donald A. Norman: Memory and Attention: An Introduction to Human Information Processing. Wyd. 2. John Wiley & Sons Inc, 1976, seria: Series in Psychology. ISBN 0-471-65137-0. (ang.). Brak numerów stron w książce
- Donald A. Norman: Memory and Attention: An Introduction to Human Information Processing. John Wiley & Sons Inc, 1969. ISBN 0-471-65131-1. (ang.). Brak numerów stron w książce

### Książki o użyteczności
- Don Norman: The Design of Everyday Things. Basic Books, 2013, seria: Revised and expanded. ISBN 978-0-465-05065-9. (ang.). Brak numerów stron w książce
- Donald A. Norman: Living with Complexity. Cambridge, Mass.: MIT Press, 2010. ISBN 978-0262014861. (ang.). Brak numerów stron w książce
- Donald A. Norman: The Design of Future Things. Basic Books, 2007. ISBN 978-0465002276. (ang.). Brak numerów stron w książce
- Donald A. Norman: Emotional Design: Why We Love (or Hate) Everyday Things. Basic Books, 2005. ISBN 0-465-05136-7. (ang.). Brak numerów stron w książce pol. wydanie jako Wzornictwo i emocje. Dlaczego kochamy lub nienawidzimy rzeczy powszednie (2015)[10]
- Donald A. Norman: The Invisible Computer: Why Good Products Can Fail, the Personal Computer Is So Complex, and Information Appliances Are the Solution. Cambridge, Mass.: MIT Press, 1998. ISBN 978-0-262-14065-2. (ang.). Brak numerów stron w książce
- Donald A. Norman: Turn Signals Are The Facial Expressions Of Automobiles. Basic Books, 1993. ISBN 978-0-201-62236-2. (ang.). Brak numerów stron w książce
- Donald A. Norman: Things That Make Us Smart: Defending Human Attributes In The Age Of The Machine. Basic Books, 1993, seria: William Patrick Book. ISBN 0-201-62695-0. (ang.). Brak numerów stron w książce
- Donald A. Norman: The Psychology of Everyday Things. Wyd. 1. Basic Books, 1988. ISBN 0-465-06709-3. (ang.). Brak numerów stron w książce

### Inne publikacje
- Direct manipulation interfaces (1985) about direct manipulation interfaces in collaboration with E. L. Hutchins (first author) and J.D. Hollan
- User Centered System Design: New Perspectives on Human-Computer Interaction (1986) (editor in collaboration with Stephen Draper)
- Donald A. Norman, Defending Human Attributes in the Age of the Machine [CD-ROM dla Mac], Voyager Company, 1994 (ang.). Brak numerów stron w książce połączenie kilku książek: Design of Everyday Things, Turn Signals Are the Facial Expressions of Automobiles, Things That Make Us Smart i kilku innych technicznych.